# Nebioğlu, Nallıhan
Nebioğlu là một xã thuộc huyện Nallıhan, tỉnh Ankara, Thổ Nhĩ Kỳ. Dân số thời điểm năm 2011 là 15 người.